# Base aerea di Lajes

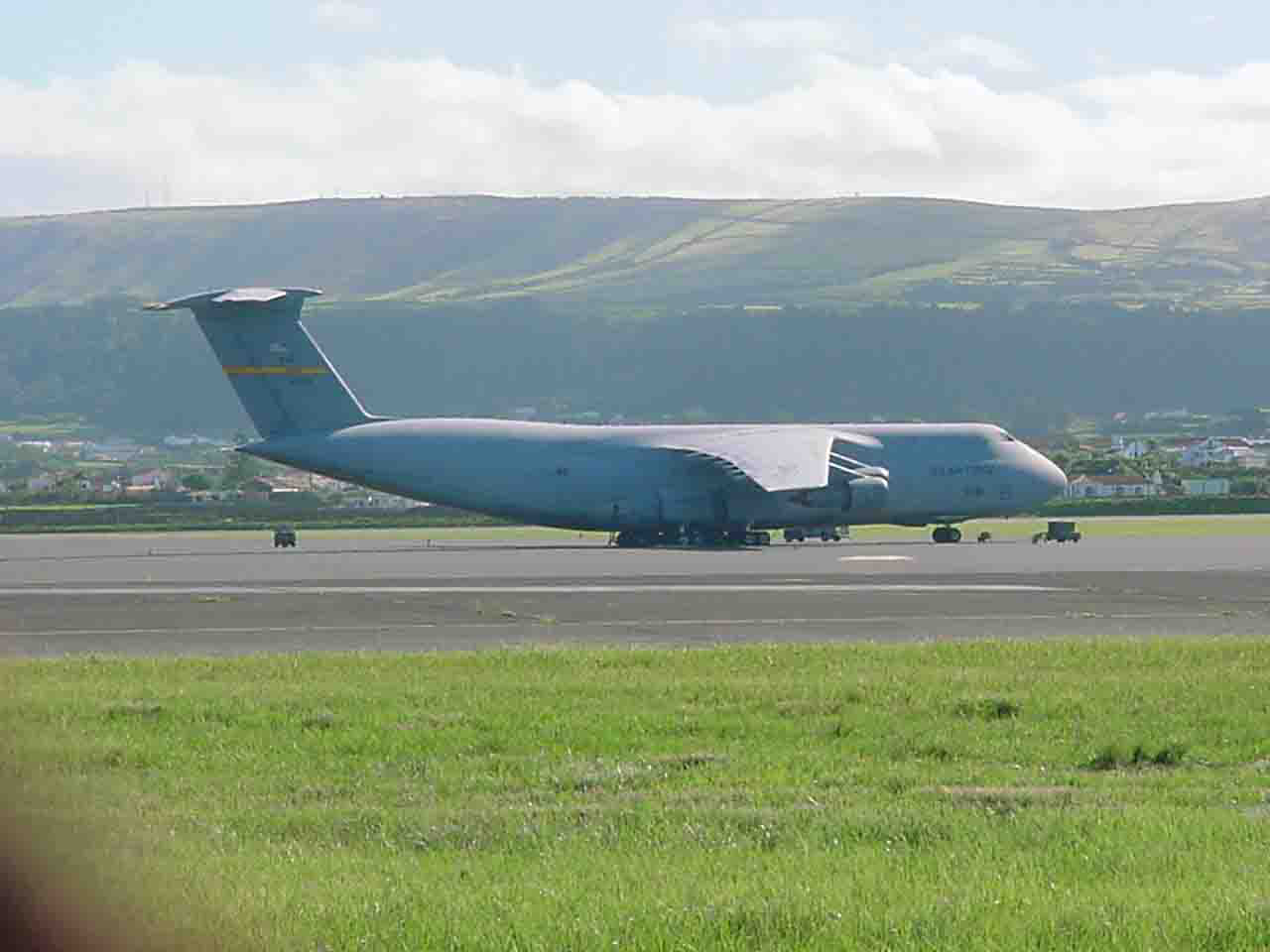
Aerei merci Lockheed C-5 Galaxy degli USA parcheggiati nella base aerea di Lajes

La base aerea di Lajes, ufficialmente designata come Base Aérea nº 4 (BA4), è un'infrastruttura dell'aeronautica portoghese. Si trova nella cittadina di Lajes, nel comune di Vila da Praia da Vitória, nella parte nord-orientale dell'isola di Terceira, nelle Azzorre. È distribuita su circa 10 km², nella parte centrale della pianura di Ramo Grande ed in buona parte della costa della Sierra di Santiago, con piste di atterraggio e parcheggi. A nord è collegata al porto del comune (Porto Milite) da un'autostrada militare; impianti di telecomunicazione e stoccaggio di carburante, oggi in gran parte disattivati, sono sparsi per l'isola.
Sebbene sia stata creata nel contesto della seconda guerra mondiale, il suo sviluppo e la sua importanza sono legati all'influenza delle Azzorre nel controllo dell'Atlantico, così come la sua installazione è riconducibile all'interesse degli Stati Uniti nello scenario di ridefinizione predominio politico-militare nel secondo dopoguerra. In questo senso l'utilizzo della base ha consentito un rapido accesso all'Europa, all'Africa ed al Medio Oriente, divenendo un'area strategica nel contesto del confronto tra URSS e Stati Uniti durante la cosiddetta guerra fredda.
Oltre che dall'aeronautica portoghese, la base è utilizzata per molte esercitazioni NATO (come quella biennale Northern Viking) anche da quella degli Stati Uniti (USAF), che ha un accordo con il Portogallo dal 1945 e viene mantenuta fino ad oggi. Attualmente ospita anche i bombardieri B52 e B1 durante le loro missioni transcontinentali. Inoltre vi ha sede il 65th Air Base Wing, un'unità dell'aeronautica statunitense.
La base dispone di un piccolo terminal per l'aviazione commerciale, che accoglie voli regolari o charter dall'Europa e dal Nord America, oltre che dalle altre isole dell'arcipelago.

## Storia
Nel 1928, sotto la direzione militare di Salvador Alberto du Courtills Cifka Duarte (ispettore dell'aeronautica militare), nacque la progettazione dell'aeroporto militare. L'aerodromo, ubicato in una vasta area di praterie, è stato costruito e pavimentato nel 1929 con una lunghezza di 600 e una larghezza di 70 metri proprio accanto a una strada militare. L'inaugurazione con il nome Aeródromo da Achada ebbe luogo il 4 ottobre 1930. Il pilota militare Frederico Coelho de Melo (1895-1971) vi atterrò sotto gli occhi di centinaia di spettatori con un biplano Avro 504 K, equipaggiato con un motore rotativo a 9 cilindri da 110 CV della Gnome et Rhône.
L'aeroporto militare di Lajes svolse un ruolo di primo piano nella seconda guerra mondiale: a causa della scarsa autonomia degli aerei, all'epoca erano necessarie soste per il rifornimento di carburante sulla strada dagli Stati Uniti all'Europa e ritorno. La posizione stessa delle Azzorre nell'Atlantico, 3.680 km ad est di New York e 1.500 km ad ovest di Lisbona, le ha rese un arcipelago strategico. L'utilizzo dell'aeroporto militare di Lajes ridusse il tempo di volo da 70 a 40 ore.
Il governo del Regno Unito negoziò con il Portogallo neutrale nel 1943, invocando il trattato anglo-portoghese del 1373. Le forze armate britanniche a loro volta conclusero un accordo con le forze armate statunitensi, che dall'anno sopra specificato potevano anche utilizzare la base. Seguì un forte ampliamento dell'aeroporto nel gennaio 1944, inclusa l'installazione di un sistema a forma di A di tre piste. La pista, che corre parallela alla costa ed è ancora in uso oggi, era allora la più lunga del mondo con oltre 10.000 piedi (3.313 m). Nel giugno del 1944, durante l'operazione Overlord, vi atterrarono 600 aerei, tra cui più di 1000 bombardieri B17 e B24, per un numero totale di 8.689 voli nel biennio 1943-1945. Nel 1946 la base militare fu restituita al Portogallo; in seguito venne riutilizzata dall'USAF durante la guerra fredda.
L'aeroporto acquisì nuovamente importanza per le forze armate degli USA nel 1973, quando i voli di rifornimento per l'esercito israeliano furono gestiti sul campo come parte dell'operazione Nickel Grass.
il 24 agosto 2001, un Airbus A330 (il volo Air Transat 236) decollato da Toronto e originariamente diretto a Lisbona, venne deviato a Lajes dopo aver esaurito il carburante sull'Oceano Atlantico. Effettuò un atterraggio di emergenza, senza i suoi motori, dopo una planata di oltre 20 minuti.
Grazie alla sua posizione, la base viene regolarmente utilizzata per atterraggi di emergenza da parte di compagnie che attraversano l'Atlantico settentrionale.
il 16 marzo 2003, ha ospitato un vertice tra George W. Bush, Tony Blair, José María Aznar e José Manuel Barroso, che ha portato alla dichiarazione di un ultimatum rivolto a Saddam Hussein, che ha sancito lo scoppio della seconda guerra del Golfo.

## Mezzi di soccorso

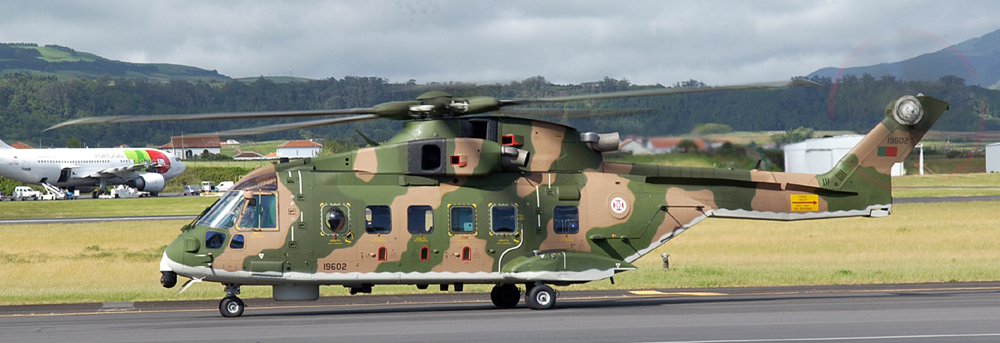
Un AgustaWestland AW101 (Merlin) in dotazione alla FAP

- Squadrone 502 (Elefanti) - per le missioni di evacuazione medica e trasporto generale, oltre alle missioni di ricerca e soccorso. È operativo con i velivoli CASA C-295 M[1]
- Squadrone 751 (Puma) - per missioni di ricerca e soccorso ed evacuazione medica. Gli sono assegnati i velivoli AgustaWestland AW101 Merlin[2]

Sia lo Squadron 502 sia lo Squadron 751 hanno all'interno della base un distaccamento permanente, costituito da un aereo nel caso dello Squadrone 502, da due aerei nel caso dello Squadrone 751.

## Compagnie aeree e destinazioni
L'aeroporto dell'isola di Terceira è servito da alcune compagnie aeree civili. TAP Air Portugal vola facendo scalo a Lisbona, SATA Air Açores serve le isole vicine di Flores, Graciosa, Horta, Pico, São Miguel e São Jorge. Azores Airlines vola a Boston, Oakland, Montréal e Toronto (da settembre 2015), Travel Service Hungary da Praga a Miami (dal 19 dicembre 2012). Il terminal civile si trova a sud dell'aeroporto.